# イラン・メリエ
イラン・ステファヌ・メリエ（Illan Stéphane Meslier . 2000年3月2日 - ）は、フランス・モルビアン県ロリアン出身のサッカー選手。プレミアリーグ・リーズ・ユナイテッドFC所属。ポジションはGK。

## クラブ経歴
9歳の時に地元のFCロリアンのユースアカデミーに入団。2018年2月にプロ契約を締結し、Bチームに昇格。即先発で起用され、2017-18シーズン終了後には、まだトップチームでの出場がなかったにも関わらず、チェルシーFCやASモナコなどが、メリエの獲得に乗り出した。結局はロリアンにとどまり、翌2018-19シーズンにトップチームに昇格。リーグ・ドゥ (2部リーグ)ながら先発で起用された。
2020年8月9日、イングランド・EFLチャンピオンシップ (2部リーグ)のリーズ・ユナイテッドFCへのローン移籍が発表。2020年1月9日のFAカップのアーセナルFC戦で移籍後初出場。その後2月に正GKキコ・カシージャに出場停止処分が下されていた時に先発で起用され、先発出場した10試合で7完封とという安定したプレーを見せ、リーズの17年振りのプレミアリーグ復帰に貢献。2020年7月23日にはリーズへの完全移籍が決定し、2023年までの契約に合意したことが発表された。

## 代表歴
2019年にポーランドで開催された2019 FIFA U-20ワールドカップに、U-20フランス代表として出場。グループリーグのサウジアラビア戦とマリ戦に先発し、勝利に貢献。代表はグループリーグ3戦全勝で勝ち上がったものの、決勝トーナメント1回戦でアメリカに敗れた。